# Rhodostrophia meonodes
Rhodostrophia meonodes là một loài bướm đêm trong họ Geometridae.